# 陳達 (弘治進士)
陳達（1482年—1554年），字德英，號虚窓，福建福州府閩縣人，民籍，明朝政治人物。

## 生平
福建鄉試第六十□名舉人。弘治十八年（1505年）中式乙丑科會試第一百二十七名，三甲第十七名進士。授宁波府推官，以廉能擢南京兵部主事，尋入主职方司事。嘉靖初官兵部武选司郎中，三年（1524年）六月升南京太仆寺少卿，四年十一月乞养病归。九年十月升大理寺右少卿，十一年十二月升提督雁门等关兼巡抚山西右佥都御史，十二年七月议改折晋代沈三王岁禄，被沈王弹劾变乱旧章，擅削宗禄，陈达被禠职为民。

## 家族
曾祖陳週，封監察御史；祖父陳叔剛，翰林院侍读；父陳烓，浙江佥事。母葉氏。具庆下。兄陈墀，同科进士；陈璽、陈里、陈墇、陈暹。